# Helmuth Koschorke
Karl Helmuth Koschorke (* 11. August 1905 in Allenstein im Ermland; † 13. April 1980 in Nienburg/Weser) war ein deutscher Polizeibeamter, zuletzt SS-Sturmbannführer, und Sachbuchautor.

## Leben
Helmuth Koschorke besuchte das Allensteiner Gymnasium und studierte einige Semester am Landwirtschaftlichen Institut der Albertina in Königsberg. Im Jahr 1928 siedelte er nach Berlin über und wurde für die Presse der NSDAP u. a. Der Angriff und Großdeutscher Pressedienst (GdP) tätig. Zum 1. Januar 1931 trat er der NSDAP (Mitgliedsnummer 429.997) und am 5. Juni 1933 der SS bei (SS-Nummer 160.964). 
Ab 1934 arbeitete er in der Pressestelle der preußischen Landespolizei unter Kurt Daluege und wurde später in das Hauptamt der Ordnungspolizei (OrPo) übernommen. Von Januar bis April 1944 war er Leiter der Außenstelle der Staatspolizeistelle Brünn in Mährisch-Ostrau und von Juni 1944 bis zum 30. Januar 1945 stellvertretender Leiter der Staatspolizeileitstelle in Stuttgart. In der Endphase des Kriegs wurde Koschorke im Februar 1945 zum „Kommandeur der Sicherheitspolizei und des Sicherheitsdienstes“ (KdS) ins slowenische Veldes als Leiter der Abteilung IV (Gestapo) abkommandiert. 
Helmuth Koschorke veröffentlichte mehrere propagandistische Bücher über die Polizei und deren Einsätze während des Zweiten Weltkriegs. Er war ein Mitglied der Reichsschrifttumskammer. In der Sowjetischen Besatzungszone wurden drei Buchtitel von Helmuth Koschorke im Februar 1946 in die Liste der auszusondernden Literatur eingetragen.

## Schriften
- Die Polizei – einmal anders! Franz-Eher-Verlag, München 1937.
- Jederzeit einsatzbereit. Ein Bildbericht von der neuen deutschen Polizei. Wilhelm Andermann Verlag, Berlin 1939.
- Polizeireiter in Polen. Franz Schneider Verlag, Berlin 1940.
- Polizei greift ein! Kriegsberichte aus Ost, West und Nord. Franz Schneider Verlag, Berlin 1941.
- So launisch kann Diana sein. Bunte Skizzen aus einem Jägerleben. Paul Parey Zeitschriftenverlag, Berlin 1977, ISBN 3-490-12111-2.

Sonstige Publikationen
- Die Wolkenwand über dem Spirdingsee. Erinnerungen an ein Angler-Paradies. In: Das Ostpreußenblatt. vom 25. Juli 1964, S. 8.
- Der Ohm auf dem Ferkelmarkt. In: Das Ostpreußenblatt. vom 20. Februar 1965, S. 8.
- Die wunderliche Heimkehr des Jägers. In: Das Ostpreußenblatt. vom 25. Januar 1975, S. 8.